# Clariola pulchra
Clariola pulchra là một loài ruồi trong họ Asilidae. Clariola pulchra được Kertész miêu tả năm 1901. Loài này phân bố ở miền Australasia.